# Фінал Кубка володарів кубків 1965
Фінал Кубка володарів кубків 1965 — футбольний матч для визначення володаря Кубка володарів кубків УЄФА сезону 1964/65, 5-й фінал змагання між володарями національних кубків країн Європи. 
Матч відбувся 19 травня 1965 року у Лондоні за участю володаря Кубка Англії 1963/64 «Вест Гем Юнайтед» та володаря Кубка Німеччини 1964 «Мюнхен 1860». Гра завершилася перемогою англійців з рахунком 2-0, які здобули свій перший титул володарів Кубка володарів кубків.

## Шлях до фіналу
| Вест Гем Юнайтед | Вест Гем Юнайтед | Вест Гем Юнайтед | Вест Гем Юнайтед | 1964/65      | Мюнхен 1860 | Мюнхен 1860 | Мюнхен 1860 | Мюнхен 1860    |
| ---------------- | ---------------- | ---------------- | ---------------- | ------------ | ----------- | ----------- | ----------- | -------------- |
| Суперник         | Результат        | Перший матч      | Повторний матч   | Раунд        | Суперник    | Результат   | Перший матч | Повторний матч |
| Ла Гантоїсе      | 2–1              | 1–0 (Г)          | 1–1 (Д)          | Перший раунд | Уніон       | 10–0        | 4–0 (Г)     | 6–0 (Д)        |
| Спарта (Прага)   | 3–2              | 2–0 (Д)          | 1–2 (Г)          | Другий раунд | Порту       | 2–1         | 1–0 (Г)     | 1–1 (Д)        |
| Лозанна          | 6–4              | 2–1 (Г)          | 4–3 (Д)          | 1/4 фіналу   | Легія       | 4–0         | 4–0 (Г)     | 0–0 (Д)        |
| Реал Сарагоса    | 3–2              | 2–1 (Д)          | 1–1 (Г)          | 1/2 фіналу   | Торіно      | 5–3 2–0     | 0–2 (Г)     | 3–1 (Д)        |

## Деталі
| 19 травня 1965 |

| Вест Гем Юнайтед | 2:0      | Мюнхен 1860 |
| ---------------- | -------- | ----------- |
| Сілі 70', 72'    | Протокол |             |

| Вемблі, Лондон Глядачів: 97 974 Арбітр: Іштван Жолт |

| Вест Гем Юнайтед | Мюнхен 1860 |

| В                |  | Джим Стенден  |
| З                |  | Джо Кіркап    |
| З                |  | Джек Баркетт  |
| З                |  | Боббі Мур (к) |
| З                |  | Кен Браун     |
| ПЗ               |  | Мартін Пітерс |
| ПЗ               |  | Алан Сілі     |
| ПЗ               |  | Ронні Бойс    |
| ПЗ               |  | Джон Сіссонс  |
| Н                |  | Джефф Герст   |
| Н                |  | Браян Діер    |
| Головний тренер: |  |               |
| Рон Грінвуд      |  |               |

| В                |  | Петар Раденкович        |
| З                |  | Стеван Бена             |
| З                |  | Ганс Райх               |
| З                |  | Манфред Вагнер          |
| З                |  | Вілфрід Коларс          |
| ПЗ               |  | Отто Луттроп            |
| ПЗ               |  | Рудольф Брунненмаєр (к) |
| ПЗ               |  | Альфред Гайсс           |
| ПЗ               |  | Ганс Кюпперс            |
| Н                |  | Петер Гроссер           |
| Н                |  | Ганс Ребеле             |
| Головний тренер: |  |                         |
| Макс Меркель     |  |                         |